# Времена года
Времена́ го́да — части, которые выделяют в годовом цикле.
Времена года различаются:
- Календарные времена года — в большинстве стран мира принято деление года на четыре сезона, по три календарных месяца в каждом. Однако индийский календарь, например, делит год на 6 сезонов, по 2 месяца в каждом[1], календарь саамов — на восемь[2][3], а в древности в некоторых культурах был широко распространён трёхсезонный календарь. В Китае эпохи Инь в году было лишь два сезона: первая половина года — чунь (кит. упр. 春) и вторая половина года — цю (кит. упр. 秋), позднее означавшее в китайском языке смену сезонов года слово чуньцю (кит. упр. 春秋) стало обозначать историческую хронику[4]. Древнейший римский календарь содержал десять месяцев, причём первым месяцем считался март[5][6]. Нума Помпилий провёл серьёзную реформу календаря, до него римляне делили год на десять месяцев, начиная счёт с марта, и заканчивая декабрём. Согласно новому календарю, были введены два новых месяца — январь и февраль в честь богов Януса и Феба. Таким образом, календарь, введённый Нумой Помпилием состоял из двенадцати месяцев.
- Астрономические времена года, которые отсчитываются от точек равноденствия (весна, осень) и солнцестояния (лето, зима)[7][8].
- Фенология определяет длительность и сроки начала каждого климатического времени года в соответствии с природными явлениями (используя понятие «сезон»). Каждый сезон отличается характерными для него погодными и температурными условиями.

Смена времён года обусловлена наклоном эклиптики.

## Времена года в календаре
В северном полушарии весна начинается 1 марта, лето — 1 июня, осень — 1 сентября, а зима — 1 декабря. В южном полушарии весна начинается 1 сентября, лето — 1 декабря, осень — 1 марта, зима — 1 июня.
- Весна
- Лето

## Астрономический механизм смены времён года
| Даты и время солнцестояний и равноденствий по UTC-0 | Даты и время солнцестояний и равноденствий по UTC-0 | Даты и время солнцестояний и равноденствий по UTC-0 | Даты и время солнцестояний и равноденствий по UTC-0 | Даты и время солнцестояний и равноденствий по UTC-0 | Даты и время солнцестояний и равноденствий по UTC-0 | Даты и время солнцестояний и равноденствий по UTC-0 | Даты и время солнцестояний и равноденствий по UTC-0 | Даты и время солнцестояний и равноденствий по UTC-0 |
| год                                                 | Весеннее равноденствие Март                         | Весеннее равноденствие Март                         | Летнее солнцестояние Июнь                           | Летнее солнцестояние Июнь                           | Осеннее равноденствие Сентябрь                      | Осеннее равноденствие Сентябрь                      | Зимнее солнцестояние Декабрь                        | Зимнее солнцестояние Декабрь                        |
| год                                                 | число                                               | время                                               | число                                               | время                                               | число                                               | время                                               | число                                               | время                                               |
| --------------------------------------------------- | --------------------------------------------------- | --------------------------------------------------- | --------------------------------------------------- | --------------------------------------------------- | --------------------------------------------------- | --------------------------------------------------- | --------------------------------------------------- | --------------------------------------------------- |
| 2010                                                | 20                                                  | 17:32:13                                            | 21                                                  | 11:28:25                                            | 23                                                  | 03:09:02                                            | 21                                                  | 23:38:28                                            |
| 2011                                                | 20                                                  | 23:21:44                                            | 21                                                  | 17:16:30                                            | 23                                                  | 09:04:38                                            | 22                                                  | 05:30:03                                            |
| 2012                                                | 20                                                  | 05:14:25                                            | 20                                                  | 23:09:49                                            | 22                                                  | 14:49:59                                            | 21                                                  | 11:12:37                                            |
| 2013                                                | 20                                                  | 11:02:55                                            | 21                                                  | 05:04:57                                            | 22                                                  | 20:44:08                                            | 21                                                  | 17:11:00                                            |
| 2014                                                | 20                                                  | 16:57:05                                            | 21                                                  | 10:51:14                                            | 23                                                  | 02:29:05                                            | 21                                                  | 23:03:01                                            |
| 2015                                                | 20                                                  | 22:45:09                                            | 21                                                  | 16:38:55                                            | 23                                                  | 08:20:33                                            | 22                                                  | 04:48:57                                            |
| 2016                                                | 20                                                  | 04:30:11                                            | 20                                                  | 22:34:11                                            | 22                                                  | 14:21:07                                            | 21                                                  | 10:44:10                                            |
| 2017                                                | 20                                                  | 10:28:38                                            | 21                                                  | 04:24:09                                            | 22                                                  | 20:02:48                                            | 21                                                  | 16:28:57                                            |
| 2018                                                | 20                                                  | 16:15:27                                            | 21                                                  | 10:07:18                                            | 23                                                  | 01:54:05                                            | 21                                                  | 22:23:44                                            |
| 2019                                                | 20                                                  | 21:58:25                                            | 21                                                  | 15:54:14                                            | 23                                                  | 07:50:10                                            | 22                                                  | 04:19:25                                            |
| 2020                                                | 20                                                  | 03:50:36                                            | 20                                                  | 21:44:40                                            | 22                                                  | 13:31:38                                            | 21                                                  | 10:02:19                                            |
| 2021                                                | 20                                                  | 09:37:27                                            | 21                                                  | 03:32:08                                            | 22                                                  | 19:21:03                                            | 21                                                  | 15:59:16                                            |
| 2022                                                | 20                                                  | 15:33:23                                            | 21                                                  | 09:13:49                                            | 23                                                  | 01:03:40                                            | 21                                                  | 21:48:10                                            |
| 2023                                                | 20                                                  | 21:24:24                                            | 21                                                  | 14:57:47                                            | 23                                                  | 06:49:56                                            | 22                                                  | 03:27:19                                            |
| 2024                                                | 20                                                  | 03:06:21                                            | 20                                                  | 20:50:56                                            | 22                                                  | 12:43:36                                            | 21                                                  | 09:20:30                                            |
| 2025                                                | 20                                                  | 09:01:25                                            | 21                                                  | 02:42:11                                            | 22                                                  | 18:19:16                                            | 21                                                  | 15:03:01                                            |
| 2026                                                | 20                                                  | 14:45:53                                            | 21                                                  | 08:24:26                                            | 23                                                  | 00:05:08                                            | 21                                                  | 20:50:09                                            |
| 2027                                                | 20                                                  | 20:24:36                                            | 21                                                  | 14:10:45                                            | 23                                                  | 06:01:38                                            | 22                                                  | 02:42:04                                            |
| 2028                                                | 20                                                  | 02:17:02                                            | 20                                                  | 20:01:54                                            | 22                                                  | 11:45:12                                            | 21                                                  | 08:19:33                                            |
| 2029                                                | 20                                                  | 08:01:52                                            | 21                                                  | 01:48:11                                            | 22                                                  | 17:38:23                                            | 21                                                  | 14:13:59                                            |
| 2030                                                | 20                                                  | 13:51:58                                            | 21                                                  | 07:31:11                                            | 22                                                  | 23:26:46                                            | 21                                                  | 20:09:30                                            |
| 2031                                                | 20                                                  | 19:40:51                                            | 21                                                  | 13:17:00                                            | 23                                                  | 05:15:10                                            | 22                                                  | 01:55:25                                            |
| 2032                                                | 20                                                  | 01:21:45                                            | 20                                                  | 19:08:38                                            | 22                                                  | 11:10:44                                            | 21                                                  | 07:55:48                                            |
| 2033                                                | 20                                                  | 07:22:35                                            | 21                                                  | 01:00:59                                            | 22                                                  | 16:51:31                                            | 21                                                  | 13:45:51                                            |
| 2034                                                | 20                                                  | 13:17:20                                            | 21                                                  | 06:44:02                                            | 22                                                  | 22:39:25                                            | 21                                                  | 19:33:50                                            |
| 2035                                                | 20                                                  | 19:02:34                                            | 21                                                  | 12:32:58                                            | 23                                                  | 04:38:46                                            | 22                                                  | 01:30:42                                            |
| 2036                                                | 20                                                  | 01:02:40                                            | 20                                                  | 18:32:03                                            | 22                                                  | 10:23:09                                            | 21                                                  | 07:12:42                                            |
| 2037                                                | 20                                                  | 06:50:05                                            | 21                                                  | 00:22:16                                            | 22                                                  | 16:12:54                                            | 21                                                  | 13:07:33                                            |
| 2038                                                | 20                                                  | 12:40:27                                            | 21                                                  | 06:09:12                                            | 22                                                  | 22:02:05                                            | 21                                                  | 19:02:08                                            |
| 2039                                                | 20                                                  | 18:31:50                                            | 21                                                  | 11:57:14                                            | 23                                                  | 03:49:25                                            | 22                                                  | 00:40:23                                            |
| 2040                                                | 20                                                  | 00:11:29                                            | 20                                                  | 17:46:11                                            | 22                                                  | 09:44:43                                            | 21                                                  | 06:32:38                                            |
| 2041                                                | 20                                                  | 06:06:36                                            | 20                                                  | 23:35:39                                            | 22                                                  | 15:26:21                                            | 21                                                  | 12:18:07                                            |
| 2042                                                | 20                                                  | 11:53:06                                            | 21                                                  | 05:15:38                                            | 22                                                  | 21:11:20                                            | 21                                                  | 18:03:51                                            |
| 2043                                                | 20                                                  | 17:27:34                                            | 21                                                  | 10:58:09                                            | 23                                                  | 03:06:43                                            | 22                                                  | 00:01:01                                            |
| 2044                                                | 19                                                  | 23:20:20                                            | 20                                                  | 16:50:55                                            | 22                                                  | 08:47:39                                            | 21                                                  | 05:43:22                                            |
| 2045                                                | 20                                                  | 05:07:24                                            | 20                                                  | 22:33:41                                            | 22                                                  | 14:32:42                                            | 21                                                  | 11:34:54                                            |
| 2046                                                | 20                                                  | 10:57:38                                            | 21                                                  | 04:14:26                                            | 22                                                  | 20:21:31                                            | 21                                                  | 17:28:16                                            |
| 2047                                                | 20                                                  | 16:52:26                                            | 21                                                  | 10:03:16                                            | 23                                                  | 02:07:52                                            | 21                                                  | 23:07:01                                            |
| 2048                                                | 19                                                  | 22:33:37                                            | 20                                                  | 15:53:43                                            | 22                                                  | 08:00:26                                            | 21                                                  | 05:02:03                                            |
| 2049                                                | 20                                                  | 04:28:24                                            | 20                                                  | 21:47:06                                            | 22                                                  | 13:42:24                                            | 21                                                  | 10:51:57                                            |
| 2050                                                | 20                                                  | 10:19:22                                            | 21                                                  | 03:32:48                                            | 22                                                  | 19:28:18                                            | 21                                                  | 16:38:29                                            |

Причиной смены времён года является наклон земной оси по отношению к плоскости эклиптики и обращение Земли вокруг Солнца. Без наклона оси продолжительность дня и ночи в любом месте Земли была бы одинакова, и днём Солнце занимало бы положение над горизонтом на одной и той же высоте в течение всего года.
В наше время ось планеты образует с орбитальной плоскостью угол 66,56°.
Астрономически времена года разделены моментами осеннего равноденствия, зимнего солнцестояния, весеннего равноденствия и летнего солнцестояния.
В период между сентябрьским и мартовским равноденствиями (от 22 (23) сентября до 20 (21) марта) из-за наклона земной оси Северное полушарие обращено к Солнцу меньшую часть суток, поэтому северные широты получают меньше тепла и света, чем южные. Зимой дни становятся короче, а положение Солнца в полдень — ниже, чем в Южном полушарии, где в это время лето. Спустя полгода Земля переходит на противоположную точку своей орбиты. Наклон оси остаётся таким же, однако теперь Южное полушарие оказывается обращённым к Солнцу меньшую часть суток, там дни короче, Солнце в полдень — ниже, меньше и тепла и света. В Северном полушарии в это время лето. Резкие температурные пульсации сглаживаются за счёт колоссальной тепловой инерции атмосферы и поверхности планеты. Механизм нагрева и охлаждения напоминает Широтно-импульсную модуляцию — температура нагрева регулируется продолжительностью светового дня.
Из-за эллиптической формы земной орбиты времена года имеют разную продолжительность. Так, в Северном полушарии осень продолжается приблизительно 89,8 суток, зима — 89, весна — 92,8, лето — 93,6. В Южном полушарии — соответственно 92,8, 93,6, 89,8 и 89 суток.
- Схема из Географического атласа для гимназий (1898 год)
- Наклон оси вращения Земли — главная причина смены времён года
- Июньское солнцестояние. Цветом показаны зоны с различной долготой дня (северное полушарие сверху)

## Климатическая смена времён года
По количеству поступающей на землю от Солнца энергии равноденствия и солнцестояния должны быть серединой соответствующих сезонов. Но задержка в изменении температуры и масса (вызванная физическими свойствами воды и земли) задерживает климатические сезоны относительно астрономических. Температурная задержка изменяется в зависимости от климатической зоны и других особенностей конкретного места. Поэтому, например, в одних культурах осеннее равноденствие расценивается как середина осени, а в других — как начало осени.
- В экваториальном поясе зима и лето являются дождливыми сезонами, в то время как весна и осень отличаются относительной засушливостью.
- В тропическом поясе холодным временем года является сезон дождей, жарким — засушливый сезон. Однако в пустынях дожди могут не выпадать и в холодное время года.
- В умеренном поясе в зоне океанического климата (Западная Европа, атлантическое побережье Северной Америки) основная часть осадков приходится на осень и первую половину зимы. В холодное время в части пояса устанавливается снежный покров. Весна и лето приносят эпизодические дожди вместе с циклонами. В зоне умеренно континентального и континентального климата (Восточная Европа, Южная Сибирь) осень и зима значительно суше, и самыми влажными оказываются летние месяцы. В зоне муссонного климата (Дальний Восток) осадки выпадают почти исключительно летом в виде интенсивных ливней.
- В арктическом и антарктическом поясах смена времён года выражается в первую очередь в смене полярного дня и полярной ночи. Из-за продолжающегося ледникового периода сезонные колебания уровня осадков невелики, а температуры остаются ниже нуля.

- Анимация сезонных изменений, особенно снежный покров в течение года